# Sibila
Sibila est une commune du Mali, dans le cercle et la région de Ségou.